# Ambrolauri
Ambrolauri (georgiană ამბროლაური) este un oraș în Georgia.